# Lục Khiêm
Lục Khiêm ( tiếng Trung: 陸謙; bính âm: Lu Qian ) là nhân vật trong tiểu thuyết “ Thủy Hử ”. Lục Khiêm ban đầu là bạn của "Báo tử đầu" Lâm Xung trước khi anh bị lưu đày. Bởi vì Cao Khảm, con nuôi của Cao Cầu , muốn chiếm vợ của Lâm Xung, Lục Khiêm đã coi thường tình bạn của bạn bè và lên kế hoạch lừa dối vợ của Lâm Xung. May mắn thay, Lâm Xung đã đến kịp thời và giải cứu cô. Sau khi Lâm Xung vô tình bước vào Bạch Hổ đường và bị đày ải, Lục Khiêm và Phú An , để lấy lòng Cao Cầu, đã bàn bạc với Cao Khảm về việc đốt đống cỏ khô để thiêu chết Lâm Xung, anh ta bị Lâm Xung tấn công và giết chết, người bị phát hiện.